# Nationalpark Deux Mamelles
Der Nationalpark Deux Mamelles (französisch Parc National Naturel des Deux Mamelles, Haitianisch-Kreolisch Pak nasyonal De Manmèl) liegt im Südwesten der Republik Haiti auf der Tiburon-Halbinsel.

## Geschichte
Biologen untersuchten das Gebiet 2011. Der Nationalpark wurde 2015 ausgewiesen, steht jedoch trotz der Bezeichnung nicht unter gesetzlichem Schutz. Dennoch weist der Park eine hohe Biodiversität auf.

## Geographie
Der Nationalpark hat eine Fläche von 22,6497 km², davon liegen etwa 2408 ha oberhalb von 800 m und 769 ha oberhalb von 1000 m. Der Morne Deux Mamelles, der namensgebende Berg im Zentrum des Parks, hat eine Höhe von 1281 m und eine charakteristische U-Form. Er ist Teil des Massif de la Hotte. Das Gestein besteht aus Kalkstein.

## Flora und Fauna
Die hochgelegenen Gebiete insbesondere im Süden und Südwesten sind zum Großteil von Primärwäldern bedeckt. Der Bestand stellt den drittgrößten Primärwald Haitis dar, nach dem Nationalpark Grande Colline und dem Nationalpark Macaya. Zur Amphibienfauna des Parks gehören Froscharten der Gattung Eleutherodactylus wie Eleutherodactylus glaphycompus und Eleutherodactylus glandulifer. Zu den vorkommenden Vogelarten zählt der auf Hispaniola endemische, d. h. ausschließlich dort verbreitete, Hispaniolasmaragdkolibri (Chlorostilbon swainsonii).